# مالك روز
مالك روز (بالإنجليزية: Malik Rose)‏ مواليد 23 نوفمبر 1974 في فيلادلفيا، هو لاعب كرة سلة أمريكي سابق بدأ مسيرته الاحترافية في سنة 1996 وحمل الرقم 31 و13 و9. يبلغ طوله 6 قدم 7 بوصة (2.0 م). اعتزل اللعب في 2009.

## فرق لعب لها
- شارلوت هورنتس
- سان أنطونيو سبرز
- نيويورك نيكس
- أوكلاهوما سيتي ثاندر

## روابط خارجية
- مالك روز على موقع إن بي أي (الإنجليزية)
- مالك روز على موقع سبورتس رفرنس (الإنجليزية)
- مالك روز على موقع كرة السلة الأوروبية.كوم (الإنجليزية)
- مالك روز على موقع كلية كرة السلة في سبورتس رفرنس.كوم (الإنجليزية)
- مالك روز على موقع ريلجم (الإنجليزية)
- مالك روز على موقع بروبوليرز (الإنجليزية)